# The Paper
The Paper is een Amerikaanse dramafilm uit 1994 onder regie van Ron Howard. 

## Verhaal
De New Yorkse tabloidredacteur Henry wordt geconfronteerd met moeilijke beslissingen terwijl hij verschillende serieuze levensuitdagingen het hoofd moet bieden en een verleidelijk baanvoorstel ontvangt.

## Rolverdeling
| Acteur           | Personage        |
| ---------------- | ---------------- |
| Michael Keaton   | Henry Hackett    |
| Glenn Close      | Alicia Clark     |
| Marisa Tomei     | Martha Hackett   |
| Randy Quaid      | Michael McDougal |
| Robert Duvall    | Bernie White     |
| Jason Alexander  | Marion Sandusky  |
| Spalding Gray    | Paul Bladden     |
| Catherine O'Hara | Susan            |

## Release en ontvangst
The Paper kreeg op 18 maart 1994 een beperkte bioscooprelease in vijf bioscopen, met daaropvolgende weekend een uitgebreide release in 1.092 bioscopen. De film kreeg overwegend positieve kritieken van de filmcritici, met een score van 89% op Rotten Tomatoes, gebaseerd op 37 beoordelingen. Het lied "Make up Your Mind" van Randy Newman werd genomineerd voor de Oscar voor beste originele nummer.

### Kassaopbrengsten
The Paper bracht 7 miljoen Amerikaanse dollars op in zijn openingsweekend. De film bracht in totaal 38,8 miljoen dollar op in de Verenigde Staten en Canada en 9,6 miljoen dollar in de rest van de wereld, wat neerkomt op een totale opbrengst van 48,4 miljoen dollar wereldwijd.

## Prijzen en nominaties
De belangrijkste:
| Jaar | Prijs                 | Categorie                         | Genomineerde(n)                    | Uitslag     |
| ---- | --------------------- | --------------------------------- | ---------------------------------- | ----------- |
| 1995 | Oscar (Academy Award) | Oscar voor beste originele nummer | "Make up Your Mind" (Randy Newman) | Genomineerd |